# 라트커스부르크군

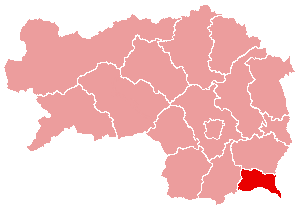
라트커스부르크군의 위치

라트커스부르크군(독일어: Bezirk Radkersburg)은 과거 오스트리아 슈타이어마르크주에 존재했던 군으로 행정 중심지는 바트라트커스부르크이며 면적은 336.96km2, 인구는 24,068명(2001년 기준), 인구 밀도는 71명/km2이다.
북쪽으로는 펠트바흐군, 서쪽으로는 라이프니츠군과 접했으며 남쪽과 동쪽으로는 슬로베니아와 국경을 접했다. 2013년 1월 1일에 펠트바흐군과 라트커스부르크군이 쥐트오스트슈타이어마르크군으로 합병되면서 폐지되었다.

## 하위 행정 구역
2개 도시, 6개 시장도시, 10개 일반 시를 관할했다.
- 도시
  - 바트라트커스부르크(Bad Radkersburg)
  - 무레크(Mureck)
- 시장도시
  - 할벤라인(Halbenrain)
  - 클뢰흐(Klöch)
  - 메터스도르프암자스바흐(Mettersdorf am Saßbach)
  - 장크트페터암오터스바흐(Sankt Peter am Ottersbach)
  - 슈트라덴(Straden)
  - 티셴Tieschen)
- 일반 시
  - 비어바움암아우어스바흐(Bierbaum am Auersbach)
  - 도이치고리츠(Deutsch Goritz)
  - 디터스도르프암그나스바흐(Dietersdorf am Gnasbach)
  - 아이히펠트(Eichfeld)
  - 고스도프(Gosdorf)
  - 호프바이슈트라덴(Hof bei Straden)
  - 무르펠트(Murfeld)
  - 라트커스부르크움게붕(Radkersburg Umgebung)
  - 라첸도르프(Ratschendorf)
  - 트뢰싱(Trössing)
  - 바인부르크암자스바흐(Weinburg am Saßbach)